# Mateo García de los Reyes (S-84)
Pour les articles homonymes, voir García de los Reyes.
Le Mateo García de los Reyes (numéro de coque S-84) est un sous-marin appartenant à la marine espagnole. Il est en construction au chantier naval Navantia à Carthagène (Espagne) et devrait être livré à la marine entre 2026 et 2028.

## Conception
Le Mateo García de los Reyes est le quatrième et dernier sous-marin à propulsion diesel-électrique de la classe S-80 commandée à Navantia par la marine espagnole. Contrairement aux deux premières unités, le S-84 devrait être équipé dès l’origine du système de propulsion anaérobie (AIP en anglais) développé par la société Hynergreen Technologies S.A, qui fait partie d’Abengoa.

## Construction
La construction du S-84 a commencé le 21 janvier 2010 au chantier naval Navantia à Carthagène. Le 13 janvier 2012, les noms des quatre navires de la classe ont été approuvés et publiés au Journal officiel de la défense (BOD) du 30 janvier 2012. Le quatrième navire de la classe a reçu le nom de Mateo García de los Reyes, en l’honneur du premier commandant de l’arme sous-marine espagnole, Mateo García de los Reyes.